# Хоакін Мартінес
Хосе Хоакін Мартінес Валадес (ісп. José Joaquín Martínez Valadéz; 22 лютого 1987, Мехіко, Мексика) — мексиканський футболіст, півзахисник клубу «Пачука».

## Клубна кар'єра
Мартінес — вихованець клубу «Сакатепек». У 2007 році він почав виступати за клуб «Соціо Агіла», який є фарм-клубом столичної «Америки». У 2008 році Хоакін був включений до заявки основної команди на сезон. 24 серпня в матчі проти «Чьяпаса» він дебютував в мексиканській Прімері. 16 жовтня 2011 року в поєдинку проти «Монтеррея» Мартінес забив свій перший гол за «Америку».
Хоакін не був твердим гравцем основи, тому на початку 2012 року в пошуках ігрової практики перейшов в «Некаксу», яка виступала в Лізі Ассенсо. 8 січня в матчі проти «Венадоса» він дебютував за нову команду. 14 січня в поєдинку проти «Леона» Мартінес забив свій перший гол за «Некаксу».
Влітку 2015 року Мартінес підписав контракт з «Пачукою». 26 липня в матчі проти «Тіхуани» він дебютував за нову команду. У своєму дебютному сезоні Хоакін допоміг команді виграти чемпіонат.
На початку 2017 року для отримання ігрової практики Мартінес на правах оренди перейшов в «Мінерос де Сакатекас». 7 січня в матчі проти «Хуареса» він дебютував за новий клуб. Після закінчення оренди Хоакін повернувся в «Пачуку». 26 серпня в поєдинку проти «Тіхуани» Мартінес забив свій перший гол за клуб.

## Досягнення
Командні
 «Пачука»
- Чемпіон Мексики: Клаусура 2016